# スタディオン電停
スタディオン電停 (スタディオンでんてい、ロシア語:Стадион) は、ロシア沿海地方ウラジオストクにあるウラジオストク市電6系統の電停。

## 駅構造
相対式ホーム2面2線の地上駅。

## 駅周辺
- オブヤスネニヤ川
- スポルチヴナヤ市場

## 歴史
1960年代に開業。詳細の開業日は不明。

## 隣の駅
ウラジオストク市電
6系統
スポルチヴナヤ電停 - スタディオン電停 - シコルナヤ電停